# 1948년 아시가바트 지진
1948년 아시가바트 지진은 1948년 10월 6일 투르크메니스탄 아시가바트 근처에서 발생한 표면파 규모 Ms7.3, 최대 수정 메르칼리 진도 계급 X의 대지진이다. 소련 정부의 검열 때문에 이 지진은 소련 언론에 널리 보도되지 않았다. 역사학계는 사상자와 피해 규모에 대한 보도를 금지하여 소련 정부가 적절한 대응에 충분한 재정 자원을 할당하지 못하게 되었다는 점에 동의하는 의견이 많다. 이 지진은 투르크메니스탄에서 기록된 가장 큰 규모의 지진이다.

## 상세
이 지진은 1948년 10월 6일 오전 1시 12분에 발생했다. 진앙은 아시가바트 남서쪽 25km 떨어진 작은 마을 가라가우단 근처이다. 이 지진으로 아시가바트와 인근 마을에 심각한 피해가 발생했는데, 거의 모든 벽돌 건물이 붕괴되고 콘크리트 구조물이 심하게 손상되었으며 화물 열차가 탈선했다. 이란 다레가즈에서도 피해와 사상자가 발생했다. 표면 파열은 아시가바트 북서쪽과 남동쪽에서 관찰되었다. 언론 매체마다 사상자 수가 10,000명에서 110,000명으로 다양하게 보도되는데, 이는 당시 투르크멘 SSR 인구의 거의 10%에 해당한다.
생존자의 기억에 따르면 도시의 기반 시설은 상수도관을 제외하고는 심하게 손상되었다. 전화 및 전신 서비스도 중단되었다. 도시 비행장의 활주로가 지진으로 갈라졌다.
당시 현장에 있던 소련 지질학자 드미트리 날리프킨은 투르크메니스탄 공산당 중앙위원회 건물에 있었는데, 그곳에서는 당시 관례대로 카라보가스골만 문제에 대한 야간 회의가 열리고 있었다. 날리프킨은 나중에 다음과 같이 묘사했다.
정신을 차려보니 나는 여전히 열린 창문에 서서 창틀을 붙잡고 있었고 창밖에는 믿을 수 없는, 불가능한 광경이 펼쳐져 있었다. 어둡고 투명한 별이 빛나는 밤 대신, 내 앞에는 뚫을 수 없는 유백색 벽이 있었고, 그 뒤에서는 끔찍한 신음 소리, 비명 소리, 도와달라는 외침이 들려왔다. 몇 초 만에 모든 오래된 점토, 어도비 도시가 파괴되었고 집이 있던 자리에는 끔찍한 하얀 먼지 장막이 공중으로 솟아올라 모든 것을 가렸다.

지진 직후 아시가바트 서쪽 외곽에 위치한 군부대 중 한 곳의 무선 통신사는 비상등을 켤 수 있었다. 거의 즉시 중단된 무선 통신을 설정하고 지진에 대한 메시지를 방송하는 데 성공했다. 이 무전은 타슈켄트에서 수신되었다.
재난 소식은 공항에 위치한 기내 무선국과 어둠 속에서 일류신 Il-12 여객기에 도달한 부상당한 비행 정비사 유리 드로즈도프를 통해 공중으로 송신될 수 있었다. 이 신호는 스베르들롭스크 공항의 신호병이 수신했다. 지진 발생 2시간 후 타슈켄트에서 투르케스탄 군관구 사령관인 육군 장군 이반 예피모비치 페트로프는 아시가바트의 재난 소식을 들었다. 그는 밤에 지상군 사령관인 이반 코네프 원수에게 다음 메시지를 보냈다.
10월 5일에서 6일 밤 사이에 아시가바트에서 강력한 지진이 발생했습니다. 아시가바트와의 통신이 두절되었습니다. 단편적인 데이터에 따르면 심각한 파괴와 사상자가 발생했습니다. 현지 시간 오전 9시 30분에 현장으로 날아갈 것입니다. 자세한 내용을 알려드리겠습니다.

오전에는 투르크메니스탄 공산당 중앙위원회가 공화국 위원회를 구성했다. 그 사이 아시가바트에 도착한 페트로프 장군도 이 위원회에 포함되었고, 즉시 인근 주둔지에서 군부대를 소집했다. 지진의 여파에 대처하기 위해 4개 사단이 도시로 배치되었다. 군 제빵소에서 나온 빵을 실은 첫 번째 트럭이 도시를 돌기 시작했다. 지진 발생 6일 후에 전기가 복구되었다. 기차역은 3일째에 작동하기 시작했다. 대부분의 자동차가 야외 또는 가벼운 합판 차고에 보관되었기 때문에 대부분의 트럭과 승용차는 손상되지 않았으며 파괴된 제약 창고에서 의약품과 의료용품을 운반하는 데 결정적인 역할을 했다. 모든 병원은 파괴되었으므로 "나무 아래" 시립 연병장에서 의료 처치가 이루어졌다.
이 지진으로 미래의 투르크멘 대통령 사파르무라트 니야조프의 어머니 구르반솔탄 에제 (그의 아버지 아타미라트 니야조프는 제2차 세계 대전 중 사망했다)와 그의 나머지 가족이 사망하여 고아가 되었다. 피해자에 대한 원조와 기본 필수품 및 인프라 복구는 소련군이 제공했다.

## 같이 보기
- 1948년 지진
- 이란의 지진 목록
- 할크 하키다시 기념 단지#루히 타그짐 기념비: 지진으로 사망한 이들을 위한 기념비

## 내용주
1. ↑  투르크멘어: 1948 Aşgabat ýertitremesi, 언어 오류(tk-cyrl): 1948 Ашгабат ертитремеси, 러시아어: Ашхабадское землетрясение 1948 года Ashkhabadskoye zemletryasenie 1948 goda[*]

## 참고 문헌
- Sidorin, A. Ya. (2019). 《Effects and Lessons of the 1948 Ashgabat Earthquake》. 《Seismic Instruments》 55. 271–282쪽. Bibcode:2019SeisI..55..271S. doi:10.3103/s0747923919030113. ISSN 0747-9239. S2CID 195165654.
- Marshall, N.; Ou, Q.; Begenjev, G.; Bergman, F.; Bezmenov, Y.; Dodds, N.; Gruetzner, C.; Hudons, T.; Pierce, I; Mirzin, R.; Rhodes, E.; Walker, R.T.; Wordsworth (2023). 《Seismotectonic aspects of the Ms 7.3 1948 October 5th Aşgabat (Ashgabat) earthquake, Türkmenistan: right-lateral rupture across multiple fault segments, and continuing urban hazard》. 《Geophysical Journal International》 237. 315–338쪽. doi:10.1093/gji/ggad488.